# Oksbæk
Oksbæk (dansk) eller Oxbek (tysk) er et mindre vandløb i det sydlige Angel i Sydslesvig i den nordtyske delstat Slesvig-Holsten. Åen udspringer vest for den lille skov Garvang (Gaarwang) ved købstaden Kappel, løber nord om Sønderbrarup og Bredbøl, inden den (sammen med Vedelbækken) munder ud i Fysing Å. En del af Oksbækkens dal med den karakteristiske 500 meter lange og op til 9 meter høje gletscheraflejrede sandbanke Sønder Brarup Ås er fredet som naturbeskyttelsesområde. Dele af åen er Natura 2000-område. Oksbækken har tilløb af Flarup Å (fra nord) og Skovkær Å (fra syd).
Oksbækkens navn er første gang dokumenteret 1649. Navnet er afledt af dansk okse. Den ovre del kaldes også for Mølleåen, efter vandmøllen i Ravnkær. Bækken danner på en stor del af strækningen sogne- og kommunegrænse mellem Nørrebrarup og Bøl (nord for åen) og Sønderbrarup (syd for åen), kun ved justrup afviger grænsen til Vogsrød kommune omtrent 200 meter fra det nuværende forløb som følge af udrettelsen af åen i 1888.
Under sprogskiftet i 1800-tallet kunne den øst-vest forløbende å i en kort periode anses som grænseskel mellem dansk og tysk og udgjorde fra 1851 sydgrænsen for sprogreskripternes blandede distrikter . På ældre dansk kaldes åen også for Oksebæk.